# 乔子玄乡
乔子玄乡是中国陕西省渭南市韩城市下辖的一个乡，2011年并入芝阳镇。

## 行政区划
乔子玄乡下辖以下行政区：
柳村、张庄村、王村、马村、冶户沟村、西弋家源村、利塬村、油庄村、富家裕村、杨河村、楼子河村、庙底村、迪庄村、高桌子村、牧山村、孟益沟村、马山村、下圪劳村、雷家塔村、车厢壕村
1. ↑  . 陕西省人民政府. 2011-07-07  [2016-09-26]. （原始内容存档于2011-09-03）.